# Stone County (Mississippi)
Das Stone County ist ein County im US-Bundesstaat Mississippi. Der Verwaltungssitz (County Seat) ist Wiggins. Das U.S. Census Bureau hat bei der Volkszählung 2020 eine Einwohnerzahl von 18.333 ermittelt.

## Geographie
Das County liegt fast im äußersten Süden von Mississippi, ist etwa 40 km vom Golf von Mexiko entfernt und hat eine Fläche von 1160 Quadratkilometern, wovon 7 Quadratkilometer Wasserfläche sind. Es grenzt an folgende Countys:
| Forrest County     |                 | Perry County   |
| Pearl River County |                 | George County  |
|                    | Harrison County | Jackson County |

## Geschichte
Das Stone County wurde am 3. April 1916 aus Teilen des Harrison County gebildet. Benannt wurde es nach dem  John Marshall Stone (1830–1900), einem Gouverneur von Mississippi (1876–1882, 1890–1896).
Ein Gebäude des Countys ist im National Register of Historic Places eingetragen (Stand 3. Februar 2018), das George Austin McHenry House.

## Demografische Daten

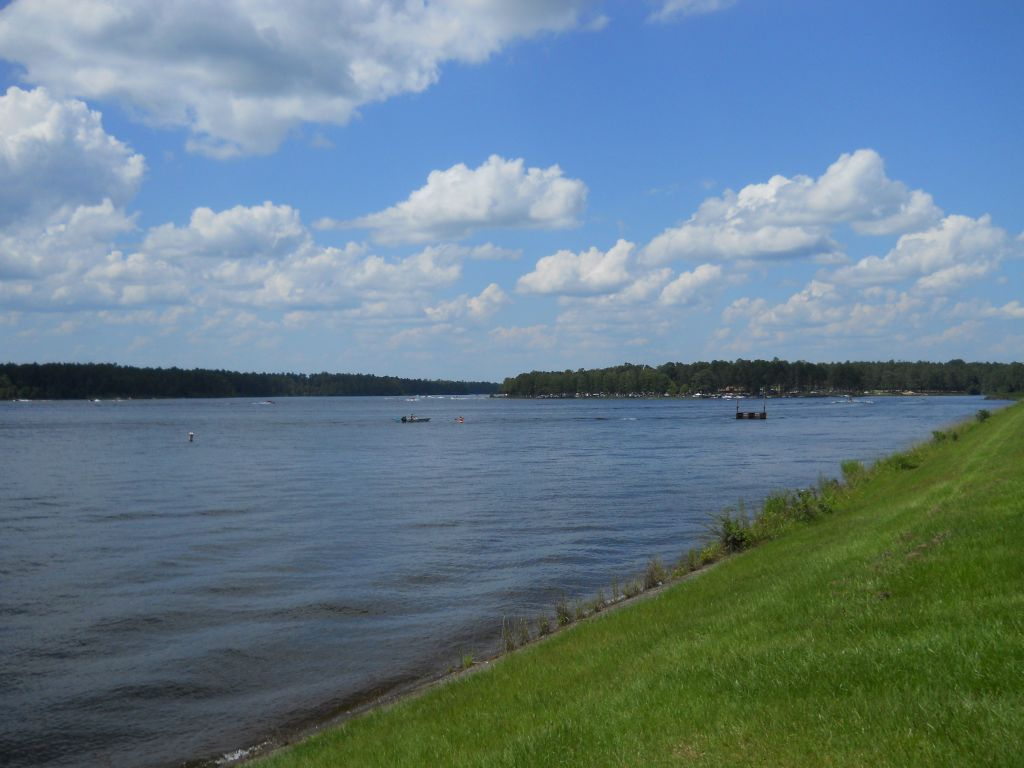
Das Flint Creek Reservoir im Flint Creek Water Park

Nach der Volkszählung im Jahr 2000 lebten im Stone County 13.622 Menschen in 4747 Haushalten und 3626 Familien. Die Bevölkerungsdichte betrug 12 Personen pro Quadratkilometer. Ethnisch betrachtet setzte sich die Bevölkerung zusammen aus 79,42 Prozent Weißen, 19,18 Prozent Afroamerikanern, 0,29 Prozent amerikanischen Ureinwohnern, 0,16 Prozent Asiaten, 0,03 Prozent Bewohnern aus dem pazifischen Inselraum und 0,23 Prozent aus anderen ethnischen Gruppen; 0,70 Prozent stammten von zwei oder mehr Ethnien ab. 1,25 Prozent der Bevölkerung waren spanischer oder lateinamerikanischer Abstammung, die verschiedenen der genannten Gruppen angehörten.
Von den 4747 Haushalten hatten 37,3 Prozent Kinder unter 18 Jahren, die mit ihnen lebten. 58,8 Prozent waren verheiratete, zusammenlebende Paare, 13,3 Prozent waren allein erziehende Mütter und 23,6 Prozent waren keine Familien. 20,6 Prozent aller Haushalte waren Singlehaushalte und in 8,9 Prozent lebten Menschen im Alter von 65 Jahren oder darüber. Die durchschnittliche Haushaltsgröße lag bei 2,72 und die durchschnittliche Familiengröße bei 3,13 Personen.
26,8 Prozent der Bevölkerung war unter 18 Jahre alt, 12,2 Prozent zwischen 18 und 24, 27,4 Prozent zwischen 25 und 44, 22,4 Prozent zwischen 45 und 64 Jahre alt und 11,1 Prozent waren 65 Jahre oder älter. Das Durchschnittsalter betrug 34 Jahre. Auf 100 weibliche kamen statistisch 98,2 männliche Personen und auf 100 Frauen im Alter von 18 Jahren oder darüber kamen 96,0 Männer.

Das durchschnittliche Einkommen eines Haushaltes betrug 30.495 USD, das einer Familie 36.856 USD. Männer hatten ein durchschnittliches Einkommen von 26.259 USD, Frauen 21.228 USD. Das Prokopfeinkommen lag bei 14.693 USD. Etwa 14,5 Prozent der Familien und 17,5 Prozent der Bevölkerung lebten unterhalb der Armutsgrenze.

## Städte und Gemeinden
| - Beatrice - Big Level | - Bond - McHenry | - Perkinston - Ramsey Springs | - Silver Run - Wiggins |